# Tour di Tiziano Ferro
Questa pagina contiene tutte le informazioni inerenti ai tour del cantautore italiano Tiziano Ferro.

## Riepilogo
| Periodo                   | Nome                                  | Album da promuovere                  | Concerti |
| ------------------------- | ------------------------------------- | ------------------------------------ | -------- |
| gennaio 2002 - marzo 2003 | Rosso relativo Tour 2002/03           | Rosso relativo                       | 70       |
| marzo 2004 - agosto 2005  | 111% Tour 2004/05                     | 111                                  | 70       |
| gennaio - agosto 2007     | Nessuno è solo Tour 2007              | Nessuno è solo                       | 50       |
| aprile 2009 - maggio 2010 | Alla mia età Tour 2009/10             | Alla mia età                         | 40       |
| aprile - agosto 2012      | L'amore è una cosa semplice Tour 2012 | L'amore è una cosa semplice          | 32       |
| giugno - dicembre 2015    | Lo stadio Tour 2015                   | TZN - The Best of Tiziano Ferro      | 28       |
| giugno - luglio 2017      | Il mestiere della vita Tour 2017      | Il mestiere della vita               | 13       |
| giugno - luglio 2023      | TZN Tour 2023                         | Accetto miracoli e Il mondo è nostro | 15       |
| Concerti in totale        | Concerti in totale                    | Concerti in totale                   | 318      |

## Rosso relativo Tour 2002/03
Il Rosso relativo Tour 2002/03 è la prima tournée musicale di Tiziano Ferro, a supporto del suo primo album in studio Rosso relativo.
Il tour è partito da Latina il 26 gennaio 2002 e terminato a Madrid il 24 marzo 2003.
L'incasso del concerto del 14 settembre 2002 allo Stadio Comunale di Latina, dal costo di 5 euro a biglietto, viene devoluto in beneficenza. Durante il concerto presenta il brano Latina, espressamente composto per la sua città natale.

### Band
- Davide Tagliapietra – chitarra
- Pino Saracini – basso
- Christian "Noochie" Rigano – tastiera, pianoforte, sintetizzatore, organo Hammond, Fender Rhodes
- Andrea Fontana – batteria
- Leonardo Di Angilla – percussioni
- Alice Claire Ranieri, Roberto Casalino – cori
- Paolo Brunello – violoncello

### Scaletta
1. Primavera non è +
2. Di più
3. L'olimpiade
4. Mai nata
5. Boom Boom
6. Le cose che non dici
7. Xdono
8. I Believe I Can Fly
9. Soul-dier
10. Latina
11. Imbranato
12. Centro di gravità permanente
13. Rosso relativo
14. Xdono RMX
15. Il confine
16. Il bimbo dentro
17. Rosso relativo (Remix Version)
18. Chi non ha talento insegna (in anteprima)

### Date

#### Tour invernale
Gennaio 2002
- 26 gennaio, Latina (Italia), Stadio Domenico Francioni

Febbraio 2002
- 2 febbraio, Putignano (Italia), Carnevale
- 3 febbraio, Corato (Italia), Jubilee
- 9 febbraio, Zingonia (Italia), Motion
- 13 febbraio, Ferrara (Italia), Pelledoca
- 14 febbraio, Roma (Italia), Horus
- 16 febbraio, Pordenone (Italia), Green Stage
- 23 febbraio, Pescara (Italia), La Fabbrica
- 26 febbraio, Torino (Italia), Supermarket
- 28 febbraio, Nonantola (Italia), Vox Club

Marzo 2002
- 8 marzo, Rimini (Italia), Lo Street Club
- 9 marzo, Perugia (Italia), Cantiere 21
- 15 marzo, Orzinuovi (Italia), Buddah Cafè
- 18 marzo, Milano (Italia), Alcatraz
- 19 marzo, Zurigo (Svizzera), Xtra-Limmathaus
- 20 marzo, Firenze (Italia), Tenax
- 22 marzo, Cortemaggiore (Italia), Fillmore
- 23 marzo, Gavardo (Italia), La fine del mondo

#### Tour estivo
Giugno 2002
- 18 giugno, Torino (Italia)
- 23 giugno, Liechtenstein, Festival
- 26 giugno, Bruxelles (Belgio)

Luglio 2002
- 4 luglio, Mantova (Italia), Festival
- 13 luglio, Valmadonna (Italia), Campo Sportivo
- 14 luglio, Villafranca di Verona (Italia)
- 17 luglio, Sesto Fiorentino (Italia), Piazza del Comune
- 18 luglio, Milano (Italia), Idropak Fila
- 20 luglio, Berna (Svizzera), Gurten Festival
- 21 luglio, Nizza (Francia), Jazz Festival
- 25 luglio, Valmadonna (Italia), Campo Sportivo
- 26 luglio, Nyon (Svizzera), Paleo Festival
- 29 luglio, Roma (Italia), Cornetto Free Music Festival Roma Live
- 31 luglio, Loano (Italia), Discoteca "I Pozzi"

Agosto 2002
- 2 agosto, Villafranca di Verona (Italia), Castello Scaligero
- 4 agosto, Lucerna (Svizzera), Emmen Festival
- 9 agosto, Riccione (Italia), Aquafan
- 11 agosto, Montesilvano (Italia), Aquapark
- 12 agosto, Anzio (Italia), Villa Adele
- 13 agosto, Forte dei Marmi (Italia), La Cannicia
- 19 agosto, Crosia (Italia), Campo Sportivo
- 20 agosto, Catanzaro Lido (Italia), Area Magna Grecia
- 21 agosto, Marsala (Italia), Piazza di Porta Nuova
- 23 agosto, Reggio Calabria (Italia), Oasi Village
- 24 agosto, Catania (Italia), Lido Azzurro
- 25 agosto, Ragusa (Italia), Piazza Libertà
- 30 agosto, Acri (Italia), Anfiteatro

Settembre 2002
- 7 settembre, Verona (Italia), Arena
- 11 settembre, Novara (Italia)
- 14 settembre, Latina (Italia), Stadio Domenico Francioni
- 15 settembre, Benevento (Italia), Teatro Romano
- 18 settembre, Francia
- 19 settembre, Baden-Baden (Germania)
- 20 settembre, Stoccarda (Germania)
- 21 settembre, Portogallo
- 22 settembre, Portogallo
- 23 settembre, Spagna
- 24 settembre, Spagna
- 25 settembre, Spagna

Ottobre 2002
- 27 ottobre, Milano (Italia), Alcatraz
- 29 ottobre, Napoli (Italia), Palapartenope

#### Tour estero
Febbraio 2003
- 12 febbraio, Belgio
- 13 febbraio, Oslo (Norvegia)
- 15 febbraio, Austria
- 21 febbraio, Barcellona (Spagna)
- 22 febbraio, Madrid (Spagna)

Marzo 2003
- 6 marzo, Amsterdam (Paesi Bassi)
- 16 marzo, Istanbul (Turchia)
- 17 marzo, Turchia
- 19 marzo, Sofia (Bulgaria)
- 22 marzo, Barcellona (Spagna)
- 24 marzo, Madrid (Spagna)

#### Date annullate
Agosto 2002
- 8 agosto, Bibione (Italia), Piazzale Zenith
- 29 agosto, Palermo (Italia), Piazza Falsomiele

## 111% Tour 2004/05
Il 111% Tour 2004/05 è la seconda tournée musicale di Tiziano Ferro, a supporto del suo secondo album in studio 111.
Il tour, diviso in 3 parti (Club Tour, Summer Tour e Latin Tour), è partito da Porto Sant'Elpidio il 21 marzo 2004 e terminato a San Luis Potosí il 7 agosto 2005.
Il 5 maggio 2004 al PalaLottomatica di Roma Tiziano Ferro duetta con Laura Pausini nei brani E ritorno da te e Imbranato.

### Band
- Davide Tagliapietra, Andrea Rigonat – chitarre
- Pino Saracini – basso
- Christian "Noochie" Rigano – tastiera, pianoforte, sintetizzatore, organo Hammond, Fender Rhodes
- Andrea Fontana – batteria
- Leonardo Di Angilla – percussioni

### Date
Il tour ottiene un grande consenso di pubblico, tanto che due date vengono spostate in spazi più ampi:
- 10 maggio 2004, Firenze (Italia), Teatro Saschall - spostata al Nelson Mandela Forum.
- 13 maggio 2004, Milano (Italia), Alcatraz - spostata al PalaSharp.

#### Club Tour
Marzo 2004
- 21 marzo, Porto Sant'Elpidio (Italia), Palasport
- 23 marzo, Palermo (Italia), PalaUditore
- 26 marzo, Napoli (Italia), Palapartenope
- 27 marzo, Bologna (Italia), Ruvido
- 30 marzo, Berna (Svizzera), Palais des Congrès
- 31 marzo, Zurigo (Svizzera), Volkshaus

Aprile 2004
- 1º aprile, Mendrisio (Svizzera), Arena
- 2 aprile, Ginevra (Svizzera), Terminal A
- 8 aprile, Nova Gorica (Slovenia), Casinò "La Perla"
- 13 aprile, Bruxelles (Belgio), Acienne Belgique
- 14 aprile, Liegi (Belgio), Le Forum
- 15 aprile, Lussemburgo, Den Atelier
- 17 aprile, Colonia (Germania), E-Werk
- 18 aprile, Mannheim (Germania), Capitol
- 19 aprile, Monaco di Baviera (Germania), Muffathalle
- 22 aprile, Barcellona (Spagna), Teatre Musical
- 23 aprile, Murcia (Spagna), Parque del Fofo
- 24 aprile, Madrid (Spagna), Palacio de Congresos
- 25 aprile, Valencia (Spagna), Sala República
- 28 aprile, Vienna (Austria), Gasometer
- 29 aprile, Budapest (Ungheria), Petofihall
- 30 aprile, Budapest (Ungheria), Eurokoncert Festival

Maggio 2004
- 5 maggio, Roma (Italia), PalaLottomatica
- 10 maggio, Firenze (Italia), Nelson Mandela Forum
- 13 maggio, Milano (Italia), PalaSharp
- 15 maggio, Torino (Italia), PalaTorino

#### Summer Tour
Giugno 2004
- 17 giugno, Montecatini Terme (Italia), PalaMadigan
- 19 giugno, Brescia (Italia), Arena Brixia Expo
- 25 giugno, Isole Tremiti (Italia), Tremiti Festival
- 29 giugno, Modena (Italia), Music Village

Luglio 2004
- 2 luglio, Vigevano (Italia), Castello Sforzesco
- 3 luglio, Asti (Italia), Piazza della Cattedrale
- 5 luglio, San Giorgio a Cremano (Italia), Villa Bruno; per il premio Massimo Troisi
- 7 luglio, Mantova (Italia), Piazza Sordello;  per il Mantova Live
- 8 luglio, Piazzola sul Brenta (Italia)
- 9 luglio, Lignano Sabbiadoro (Italia)
- 10 luglio, Genova (Italia), Arena del mare
- 18 luglio, Lecce (Italia), Cave del Duca; per il Coca Cola Live & MTV
- 19 luglio, Chieri (Italia), Stadio De Paoli
- 20 luglio, Roma (Italia), Piazza Augusto Imperatore; per il Total Request Live
- 21 luglio, Roma (Italia), Ippodromo delle Capannelle
- 23 luglio, Cagliari (Italia), Venue Fiera Campionaria
- 24 luglio, Alghero (Italia), Anfiteatro Giuni Russo
- 26 luglio, Latina (Italia), Stadio Domenico Francioni
- 29 luglio, Treviso (Italia), Piazza Duomo
- 30 luglio, Lignano Sabbiadoro (Italia), Arena Alpe Adria

Agosto 2004
- 7 agosto, Orbetello (Italia), Parco dell'Idroscalo
- 8 agosto, Viareggio (Italia), Cittadella Jazz Festival
- 10 agosto, Villapiana (Italia), Anfiteatro
- 11 agosto, Catanzaro Lido (Italia)
- 12 agosto, Reggio Calabria (Italia), Oasi Village
- 14 agosto, Capo d'Orlando (Italia)
- 16 agosto, Modica (Italia), Stadio Comunale
- 17 agosto, Adrano (Italia), Stadio dell'Etna
- 18 agosto, Salerno (Italia), Paestum Festival
- 20 agosto, Taranto (Italia), Stadio Erasmo Iacovone
- 21 agosto, Lecce (Italia), Arena delle Cave

#### Latin Tour
Giugno 2005
- 25 giugno, Buenos Aires (Argentina)
- 30 giugno, Bogotà (Colombia)

Luglio 2005
- 1º luglio, Caracas (Venezuela)
- 7 luglio, Panama
- 8 luglio, El Salvador
- 9 luglio, Guatemala
- 15 luglio, Messico
- 16 luglio, Messico
- 17 luglio, Città del Messico, Messico, Teatro Metropolitan
- 22 luglio, Città del Messico, Messico, Teatro Metropolitan
- 23 luglio, Monterrey (Messico), Arena Monterrey

Agosto 2005
- 5 agosto, Guadalajara (Messico)
- 6 agosto, Tijuana (Messico)
- 7 agosto, San Luis Potosí (Messico)

## Nessuno è solo Tour 2007
Il Nessuno è solo Tour 2007 è la terza tournée musicale di Tiziano Ferro, a supporto del suo terzo album in studio Nessuno è solo.
Il tour è partito da Ancona il 20 gennaio 2007 e terminato a Cattolica il 18 agosto dello stesso anno.
Il 30 gennaio 2007 al Mediolanum Forum d'Assago a Milano Tiziano Ferro duetta con Laura Pausini nel brano Non me lo so spiegare, mentre il 17 febbraio duetta con Raffaella Carrà al PalaLottomatica di Roma nel brano Rumore.

### Band
- Davide Tagliapietra, Alessandro De Crescenzo – chitarre
- Pino Saracini – basso
- Christian "Noochie" Rigano – tastiera, sintetizzatore, organo Hammond, Fender Rhodes
- Mylious Johnson – batteria
- Leonardo Di Angilla – percussioni

### Scaletta
1. Tarantola d'Africa
2. Baciano le donne
3. L'olimpiade
4. Salutandotiaffogo
5. Imbranato
6. Centoundici
7. Xverso
8. Il bimbo dentro
9. E fuori è buio
10. Sere nere
11. Mio fratello
12. Pausa (Il cielo)
13. Ti voglio bene
14. E Raffaella è mia
15. La paura che...
16. Ed ero contentissimo
17. Già ti guarda Alice
18. Stop! Dimentica
19. Rosso relativo
20. Xdono
21. Ti scatterò una foto
22. Non me lo so spiegare

### Date

#### Tour invernale
Gennaio
- 20 gennaio 2007, Ancona (Italia), PalaRossini
- 22 gennaio 2007, Firenze (Italia), Nelson Mandela Forum
- 23 gennaio 2007, Perugia (Italia), PalaEvangelisti
- 25 gennaio 2007, Torino (Italia), PalaTorino
- 27 gennaio 2007, Pordenone (Italia), Palasport Forum
- 28 gennaio 2007, Livorno (Italia), PalaLivorno
- 30 gennaio 2007, Assago (Italia), Mediolanum Forum
- 31 gennaio 2007, Modena (Italia), PalaPanini

Febbraio
- 2 febbraio 2007, Rimini (Italia), 105 Stadium
- 3 febbraio 2007, Brescia (Italia), Pala San Filippo
- 5 febbraio 2007, Napoli (Italia), Palapartenope
- 7 febbraio 2007, Palermo (Italia), PalaUditore
- 8 febbraio 2007, Acireale (Italia), PalaTupparello
- 10 febbraio 2007, Andria (Italia), PalaAndria
- 16 febbraio 2007, Roma (Italia), PalaLottomatica
- 17 febbraio 2007, Roma (Italia), PalaLottomatica
- 19 febbraio 2007, Bolzano (Italia), Palaonda
- 20 febbraio 2007, Padova (Italia), PalaFabris
- 22 febbraio 2007, Genova (Italia), 105 Stadium
- 23 febbraio 2007, Cuneo (Italia), Palasport di San Rocco Castagnaretta
- 25 febbraio 2007, Zurigo (Svizzera), Hallenstadion
- 27 febbraio 2007, Pescara (Italia), Palasport Giovanni Paolo II

Marzo
- 8 marzo 2007, Eboli (Italia), PalaSele
- 10 marzo 2007, Taranto (Italia), PalaMazzola
- 14 marzo 2007, Trieste (Italia), PalaVerde
- 15 marzo 2007, Verona (Italia), PalaOlimpia

#### Tour estero
Maggio
- 15 maggio 2007, Vienna (Austria), Stadthalle
- 18 maggio 2007, Mannheim (Germania), Maimarkt Club
- 19 maggio 2007, Monaco di Baviera (Germania), Circus Krone
- 21 maggio 2007, Stoccarda (Germania), Liederhalle Beethovensaal
- 2 maggio 2007, Colonia (Germania), E-Werk
- 24 maggio 2007, Mons (Belgio), Espace Magnum
- 26 maggio 2007, Bruxelles (Belgio), Theatre Saint Michel
- 27 maggio 2007, Liegi (Belgio), Forum

#### Tour estivo
Luglio
- 20 luglio 2007, Latina (Italia), Stadio Domenico Francioni
- 22 luglio 2007, Carpi (Italia), Piazza Martiri
- 23 luglio 2007, Lucerna (Svizzera), Blue Balls Festival
- 25 luglio 2007, Marina di Massa (Italia), Campo Volo Cinquale
- 27 luglio 2007, San Benedetto del Tronto (Italia), Stadio Riviera delle Palme
- 29 luglio 2007, Mugello (Italia), Festival Rockanima
- 31 luglio 2007, Palma Campania (Italia), Area concerti

Agosto
- 3 agosto 2007, Cagliari (Italia), Fiera campionaria
- 4 agosto 2007, Tortolì (Italia), Rocce rosse Festival
- 7 agosto 2007, Sciacca (Italia), Piazza Marino Rossi
- 8 agosto 2007, Taormina (Italia), Teatro Greco
- 10 agosto 2007, Cittanova (Italia), Stadio Santa Maria
- 12 agosto 2007, Lecce (Italia), Stadio Via del Mare
- 14 agosto 2007, Castellaneta (Italia), Arena concerti Felisia
- 16 agosto 2007, Bisceglie (Italia), Arena del mare
- 18 agosto 2007, Cattolica (Italia), Arena della regina

#### Date rinviate o annullate
- 11 febbraio 2007, Pescara (Italia), Palasport Giovanni Paolo II - rinviata al 27 febbraio per influenza
- 13 febbraio 2007, Taranto (Italia), PalaMazzola - rinviata al 10 marzo per influenza
- 14 febbraio 2007, Eboli (Italia), PalaSele - rinviata all'8 marzo per influenza
- 4 agosto 2007, Tortolì (Italia), Rocce Rosse Festival - annullata

## Alla mia età Tour 2009/10
L'Alla mia età Tour 2009/10 è la quarta tournée musicale di Tiziano Ferro, a supporto del suo quarto album in studio Alla mia età.
Il tour è partito da Rimini il 18 aprile 2009 e sarebbe dovuto terminare a Montréal il 27 settembre 2009. A maggio 2010 si sono però aggiunte tre ulteriori date in Spagna.
La tournée gode di zero emissioni grazie a una serie di iniziative verdi realizzate da Enel. Avverrà la forestazione di alcune aree urbane delle città che ospiteranno il tour. Ogni albero piantato genera nella sua vita l'assorbimento di 0,5-1 tonnellate di CO2.
Durante la tournée, Tiziano Ferro è testimonial e promotore per l'Associazione Volontari Italiani del Sangue AVIS.
Al termine della terza parte del tour, il 20 novembre viene pubblicato in Italia il DVD Alla mia età Live in Rome, registrato durante i due concerti tenuti da Ferro allo Stadio Olimpico di Roma il 24 e il 25 giugno 2009.

### Band
- Davide Tagliapietra, Alessandro De Crescenzo – chitarre
- Pino Saracini – basso
- Christian "Noochie" Rigano – tastiera, pianoforte, sintetizzatore, organo Hammond, Fender Rhodes
- Mylious Johnson – batteria
- Leonardo Di Angilla – percussioni

### Scaletta
Primavera
1. La tua vita non passerà
2. Stop! Dimentica
3. L'olimpiade
4. La paura non esiste
5. Imbranato
6. Indietro
7. Rosso relativo
8. Ed ero contentissimo
9. Ti voglio bene
10. La traversata dell'estate
11. Xdono
12. Sere nere
13. Domani 21/04.2009
14. E fuori è buio
15. Fotografie della tua assenza
16. Per un po' sparirò, Il tempo stesso
17. Xverso
18. E Raffaella è mia
19. Scivoli di nuovo
20. Ti scatterò una foto
21. Il sole esiste per tutti
22. Il regalo più grande
23. Alla mia età
24. Non me lo so spiegare

Estate
1. La tua vita non passerà
2. Stop! Dimentica
3. L'olimpiade
4. La paura non esiste
5. Imbranato
6. Indietro
7. Rosso relativo
8. Ed ero contentissimo
9. Ti voglio bene
10. La traversata dell'estate
11. Xdono
12. Sere nere
13. E fuori è buio
14. Per un po' sparirò, Il tempo stesso
15. Assurdo pensare
16. Non ti scordar mai di me
17. Xverso
18. E Raffaella è mia
19. Ti scatterò una foto
20. Il sole esiste per tutti
21. Il regalo più grande
22. Alla mia età
23. Non me lo so spiegare

- Durante i concerti del 24 e 25 giugno 2009 a Roma e il 6 settembre 2009 a Brașov in Romania viene eseguito alla fine dello spettacolo il brano Tanto pe' cantà.
- Durante il concerto del 25 giugno 2009 a Roma Tiziano Ferro duetta con Fiorella Mannoia nel brano Il re di chi ama troppo.

### Date

#### Tour primaverile
Aprile 2009
- 18 aprile, Rimini (Italia), 105 Stadium
- 20 aprile, Torino (Italia), PalaAlpitour
- 22 aprile, Firenze (Italia), Nelson Mandela Forum
- 24 aprile, Conegliano (Italia), Zoppas Arena
- 26 aprile, Padova (Italia), Arena Spettacoli Fiera
- 28 aprile, Zurigo (Svizzera), Hallenstadion
- 30 aprile, Brescia (Italia), PalaBrescia

Maggio 2009
- 2 maggio, Genova (Italia), 105 Stadium
- 4 maggio, Milano (Italia), Mediolanum Forum d'Assago
- 5 maggio, Milano (Italia), Mediolanum Forum d'Assago
- 7 maggio, Livorno (Italia), PalaLivorno
- 9 maggio, Ancona (Italia), PalaRossini
- 11 maggio, Bologna (Italia), Unipol Arena
- 13 maggio, Caserta (Italia), PalaMaggiò
- 15 maggio, Acireale (Italia), PalaTupparello
- 17 maggio, Barletta (Italia), Paladisfida
- 19 maggio, Perugia (Italia), PalaEvangelisti

#### Tour estivo
Giugno 2009
- 19 giugno, Carrara (Italia), Piazza Carrara
- 21 giugno, Verona (Italia), Arena
- 24 giugno, Roma (Italia), Stadio Olimpico
- 25 giugno, Roma (Italia), Stadio Olimpico
- 27 giugno, Agropoli (Italia), Stadio Guariglia
- 30 giugno, Palermo (Italia), Velodromo Paolo Borsellino

Luglio 2009
- 2 luglio, Taormina (Italia), Teatro antico
- 4 luglio, Agrigento (Italia), Teatro Valle dei Templi
- 6 luglio, Lucera (Italia), Fortezza Svevo-Angioina
- 8 luglio, Teramo (Italia), Stadio di Piano d'Accio
- 10 luglio, Cattolica (Italia), Arena della Regina
- 12 luglio, Venaria (Italia), Reggia Reale
- 14 luglio, Sottomarina (Italia), In diga
- 16 luglio, Gallarate (Italia), Campo Sportivo
- 19 luglio, Cagliari (Italia), Fiera

#### Tour estero
Settembre 2009
- 6 settembre, Brașov (Romania), Cerbul de Aur Festival
- 19 settembre, Toronto (Canada), Massey Hall
- 20 settembre, Mashantucket (Stati Uniti), MGM Grand at Foxwoods
- 26 settembre, Atlantic City (Stati Uniti), Trump Taj Mahal
- 27 settembre, Montréal (Canada), Théatre St-Denis

#### Tour spagnolo
Maggio 2010
- 25 maggio, Madrid (Spagna), Sala La Riviera
- 27 maggio, Barcellona (Spagna), Razzmatazz
- 29 maggio, Valladolid (Spagna), Stadio José Zorrilla

## L'amore è una cosa semplice Tour 2012
L'amore è una cosa semplice Tour 2012 è la quinta tournée musicale di Tiziano Ferro, a supporto del suo quinto album in studio L'amore è una cosa semplice.
Il tour è partito da Torino il 10 aprile 2012 e terminato a Monte Carlo l'11 agosto dello stesso anno.

### Scenografia
Il palco è di forma quadrata, con una lunga passerella e 3 megaschermi. Il concerto è aperto da un cubo illuminato calato dall'alto con all'interno Tiziano Ferro. Durante l'interpretazione di Il sole esiste per tutti, l'artista tiene in mano una sfera che riflette luce al pubblico; interpreta TVM, Quiero vivir con vos e L'olimpiade in un medley swing acustico.
Nel mezzo della scaletta viene mostrato un video tributo ai suoi fan per celebrare i 10 anni di carriera, composto da brevi parti di più filmati come videoclip musicali, riprese di eventi e collaborazioni, accompagnato dalla base di Già ti guarda Alice.

### Band
- Davide Tagliapietra, Giorgio Secco – chitarre
- Reggie Hamilton – basso
- Christian "Noochie" Rigano – tastiera, sintetizzatore
- Luca Scarpa – tastiera, pianoforte, organo Hammond, Fender Rhodes
- Gareth Brown – batteria
- Gary Novak – batteria (solo nella prima parte del tour)

### Scaletta
1. L'amore è una cosa semplice
2. La differenza tra me e te
3. Hai delle isole negli occhi
4. Troppo buono
5. Imbranato (Smeraldo a Pesaro e Villorba)
6. Indietro
7. L'ultima notte al mondo
8. E fuori è buio
9. Sere nere
10. Stop! Dimentica
11. Xverso
12. E Raffaella è mia
13. Il regalo più grande
14. Alla mia età (dall'11 aprile a Torino)
15. Il sole esiste per tutti
16. TVM (ti voglio male), Quiero vivir con vos, L'olimpiade
17. Roma, nun fa' la stupida stasera (solo a Roma)
18. Ed ero contentissimo
19. Ti voglio bene
20. Xdono (dall'11 aprile a Torino)
21. Rosso relativo
22. Non me lo so spiegare
23. Per dirti ciao!
24. Ti scatterò una foto
25. La fine (tranne a Piazzola sul Brenta)

### Date

#### Tour primaverile
Aprile
- 10 aprile 2012, Torino (Italia), PalaAlpitour
- 11 aprile 2012, Torino (Italia), PalaAlpitour
- 13 aprile 2012, Bologna (Italia), Unipol Arena
- 15 aprile 2012, Eboli (Italia), PalaSele
- 17 aprile 2012, Acireale (Italia), PalaTupparello
- 18 aprile 2012, Acireale (Italia), PalaTupparello
- 21 aprile 2012, Caserta (Italia), PalaMaggiò
- 22 aprile 2012, Caserta (Italia), PalaMaggiò
- 25 aprile 2012, Firenze (Italia), Nelson Mandela Forum
- 26 aprile 2012, Firenze (Italia), Nelson Mandela Forum
- 28 aprile 2012, Pesaro (Italia), Adriatic Arena

Maggio
- 2 maggio 2012, Milano (Italia), Mediolanum Forum d'Assago
- 4 maggio 2012, Milano (Italia), Mediolanum Forum d'Assago
- 5 maggio 2012, Milano (Italia), Mediolanum Forum d'Assago
- 7 maggio 2012, Villorba (Italia), PalaVerde
- 10 maggio 2012, Verona (Italia), Arena
- 12 maggio 2012, Verona (Italia), Arena
- 13 maggio 2012, Verona (Italia), Arena
- 15 maggio 2012, Perugia (Italia), PalaEvangelisti
- 17 maggio 2012, Torino (Italia), PalaAlpitour
- 19 maggio 2012, Genova (Italia), 105 Stadium
- 20 maggio 2012, Genova (Italia), 105 Stadium
- 23 maggio 2012, Zurigo (Svizzera), Hallenstadion

#### Tour estivo
Giugno
- 30 giugno 2012, Bergamo (Italia), Fiera

Luglio
- 4 luglio 2012, Bruxelles (Belgio), Forest National
- 8 luglio 2012, Piazzola sul Brenta (Italia), Anfiteatro Camerini
- 14 luglio 2012, Roma (Italia), Stadio Olimpico (trasmesso in radio da RTL 102.5)
- 18 luglio 2012, Cagliari (Italia), Fiera
- 22 luglio 2012, Bari (Italia), Arena della Vittoria
- 25 luglio 2012, Palermo (Italia), Velodromo Paolo Borsellino
- 28 luglio 2012, Gela (Italia), Stadio Vincenzo Presti

Agosto
- 11 agosto 2012, Monte Carlo (Monaco), Sporting Club

#### Date annullate
- 7 aprile 2012, Mantova (Italia), PalaBam - annullata: per esigenze tecniche la prima data si tiene a porte chiuse.

### Riconoscimenti
Con L'amore è una cosa semplice Tour 2012 Tiziano Ferro si aggiudica a dicembre 2012 un Onstage Award nella categoria Miglior tour dell'anno e una nomination ai Rockol Awards nella categoria Miglior concerto/festival.

## Lo stadio Tour 2015
Lo stadio Tour 2015 è la sesta tournée musicale di Tiziano Ferro, a supporto della sua prima raccolta TZN - The Best of Tiziano Ferro.
Il tour è partito da Torino il 20 giugno 2015 e terminato a Firenze il 22 dicembre dello stesso anno.
La notizia del nuovo tour viene annunciata il 20 ottobre 2014 attraverso il profilo ufficiale Facebook dell'artista. In sole 24 ore vengono venduti oltre 50.000 biglietti.
La prima parte della tournée si è svolta tra giugno e luglio 2015 per la prima volta interamente su stadi italiani. La seconda parte, European Tour 2015, si è invece svolta in inverno in palazzetti tra Italia, Belgio e Svizzera.

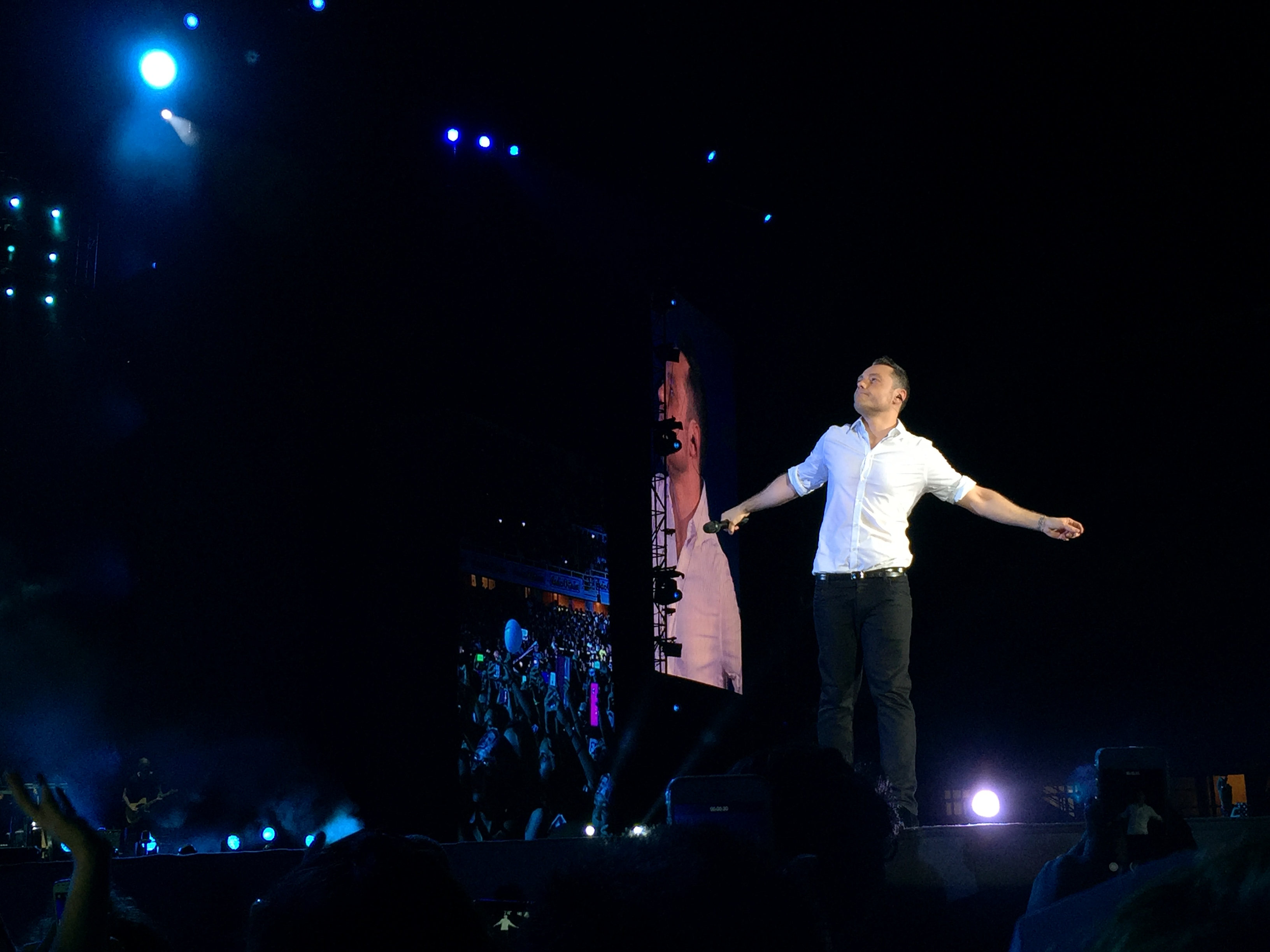
Firenze, 23 giugno 2015

### Band
- Davide Tagliapietra – chitarre
- Tim Stewart – chitarre
- Reggie Hamilton – basso
- Luca Scarpa – pianoforte, tastiera
- Nicola Peruch – tastiera, sintetizzatore, organo Hammond, Fender Rhodes
- Aaron Spears – batteria
- Andrea Rigonat – chitarre (solo nell'European Tour)

### Scaletta
1. Xdono
2. La differenza tra me e te
3. Troppo buono
4. Sere nere
5. Indietro
6. E fuori è buio (in alcune date dell'European Tour non eseguita)
7. Imbranato
8. Il regalo più grande
9. Scivoli di nuovo (in alcune date dell'European Tour non eseguita)
10. Il sole esiste per tutti
11. Senza scappare mai più
12. Stop! Dimentica
13. Xverso
14. L'olimpiade
15. Il vento (solo nell'European Tour)
16. Hai delle isole negli occhi
17. Ed ero contentissimo
18. L'amore è una cosa semplice
19. Ti scatterò una foto
20. Ti voglio bene (in alcune date dell'European Tour non eseguita)
21. Le cose che non dici
22. E Raffaella è mia
23. Rosso relativo
24. L'ultima notte al mondo
25. Per dirti ciao!
26. Latina (strumentale)
27. Alla mia età
28. La fine
29. Lo stadio
30. Non me lo so spiegare
31. Incanto

### Date

#### Lo stadio Tour 2015
Giugno
- 20 giugno 2015, Torino (Italia), Stadio Olimpico
- 23 giugno 2015, Firenze (Italia), Stadio Artemio Franchi
- 26 giugno 2015, Roma (Italia), Stadio Olimpico
- 27 giugno 2015, Roma (Italia), Stadio Olimpico

Luglio
- 1º luglio 2015, Bologna (Italia), Stadio Renato dall'Ara
- 4 luglio 2015, Milano (Italia), Stadio Giuseppe Meazza di San Siro
- 5 luglio 2015, Milano (Italia), Stadio Giuseppe Meazza di San Siro
- 8 luglio 2015, Verona (Italia), Stadio Marcantonio Bentegodi

#### European Tour 2015
Novembre
- 13 novembre 2015, Torino (Italia), PalaAlpitour
- 16 novembre 2015, Milano (Italia), Mediolanum Forum d'Assago
- 17 novembre 2015, Milano (Italia), Mediolanum Forum d'Assago
- 19 novembre 2015, Bologna (Italia), Unipol Arena
- 21 novembre 2015, Roma (Italia), PalaLottomatica
- 22 novembre 2015, Roma (Italia), PalaLottomatica
- 24 novembre 2015, Eboli (Italia), PalaSele
- 26 novembre 2015, Bari (Italia), PalaFlorio
- 28 novembre 2015, Acireale (Italia), PalaTupparello
- 29 novembre 2015, Acireale (Italia), PalaTupparello

Dicembre
- 2 dicembre 2015, Montichiari (Italia), PalaGeorge
- 3 dicembre 2015, Montichiari (Italia), PalaGeorge
- 5 dicembre 2015, Zurigo (Svizzera), Hallenstadion
- 11 dicembre 2015, Conegliano (Italia), Zoppas Arena
- 12 dicembre 2015, Conegliano (Italia), Zoppas Arena
- 15 dicembre 2015, Bruxelles (Belgio), Forest National
- 17 dicembre 2015, Lugano (Svizzera), Resega
- 19 dicembre 2015, Firenze (Italia), Nelson Mandela Forum
- 20 dicembre 2015, Firenze (Italia), Nelson Mandela Forum
- 22 dicembre 2015, Firenze (Italia), Nelson Mandela Forum

Date annullate
- 6 dicembre 2015, Ginevra (Svizzera), SEG Geneva Arena - a causa di influenza
- 8 dicembre 2015, Monaco di Baviera (Germania), Zenith - a causa di influenza

### Riconoscimenti
Grazie a Lo stadio Tour 2015, nel marzo 2016 il cantautore si è aggiudicato un Onstage Award per il miglior tour italiano.

## Il mestiere della vita Tour 2017
Il mestiere della vita Tour 2017 è la settima tournée musicale di Tiziano Ferro, a supporto del suo sesto album in studio Il mestiere della vita.
Il tour è partito da Lignano Sabbiadoro l'11 giugno e terminato a Firenze il 15 luglio.
La notizia del nuovo tour viene comunicata il 6 ottobre 2016 attraverso il profilo ufficiale Facebook dell'artista, mentre il 1º dicembre viene annunciata una seconda data a Roma. Il 30 gennaio è stata annunciata una terza data a Milano, mentre il 23 febbraio una seconda data a Bari.

### Band
- Davide Tagliapietra – chitarre
- Alessandro De Crescenzo – chitarre
- Reggie Hamilton – basso
- Luca Scarpa – pianoforte, tastiera
- Christian Rigano – tastiera, sintetizzatore, Fender Rhodes, organo Hammond
- Andrea Fontana – batteria

### Scaletta
1. "Stream" Opening
2. Il mestiere della vita
3. Epic
4. "Solo" è solo una parola
5. L'amore è una cosa semplice
6. Valore assoluto
7. Il regalo più grande
8. R&B Medley: My Steelo, Hai delle isole negli occhi, Indietro
9. La differenza tra me e te
10. Ed ero contentissimo
11. Sere nere
12. Xdono
13. Medley Electro Dance: Il sole esiste per tutti, Senza scappare mai più, E Raffaella è mia
14. Ti scatterò una foto
15. Acoustic Medley: Imbranato, Troppo buono, E fuori è buio (solo chitarra)
16. Per dirti ciao!
17. La fine
18. Lento/Veloce
19. Rosso relativo
20. Stop! Dimentica
21. Xverso
22. Alla mia età
23. L'ultima notte al mondo
24. Mi sono innamorato di te (solo pianoforte)
25. Incanto
26. Lo stadio
27. Il conforto
28. Non me lo so spiegare
29. Potremmo ritornare

### Date
Giugno
- 11 giugno 2017, Lignano Sabbiadoro (Italia), Stadio Comunale G. Teghil
- 16 giugno 2017, Milano (Italia), Stadio Giuseppe Meazza di San Siro
- 17 giugno 2017, Milano (Italia), Stadio Giuseppe Meazza di San Siro
- 19 giugno 2017, Milano (Italia), Stadio Giuseppe Meazza di San Siro
- 21 giugno 2017, Torino (Italia), Stadio Olimpico
- 24 giugno 2017, Bologna (Italia), Stadio dall'Ara
- 28 giugno 2017, Roma (Italia), Stadio Olimpico
- 30 giugno 2017, Roma (Italia), Stadio Olimpico

Luglio
- 4 luglio 2017, Bari (Italia), Stadio della Vittoria
- 5 luglio 2017, Bari (Italia), Stadio della Vittoria
- 8 luglio 2017, Messina (Italia), Stadio San Filippo
- 12 luglio 2017, Salerno (Italia), Stadio Arechi
- 15 luglio 2017, Firenze (Italia), Stadio Artemio Franchi

### Riconoscimenti
Grazie a Il mestiere della vita Tour 2017, il cantautore è stato premiato a gennaio 2018 con un Rockol Award per il Miglior tour italiano e ad aprile con un Onstage Award nella medesima categoria.

## TZN Tour 2023
TZN Tour 2023 è l'ottava tournée musicale di Tiziano Ferro, a supporto del settimo e dell'ottavo album in studio Accetto miracoli e Il mondo è nostro.
Il tour, inizialmente previsto per il 2020, è stato rimandato al 2023 a causa della pandemia di COVID-19. È stato originariamente annunciato il 3 giugno 2019 attraverso il profilo ufficiale Facebook dell'artista e in sole 24 ore dall'apertura ufficiale delle prevendite sono stati venduti 75.000 biglietti.
Il 20 novembre 2019 erano anche state annunciate 10 date europee, in seguito mai riprogrammate.
La tournée prende definitivamente il via il 7 giugno 2023.
Il 15 giugno 2023 Tiziano Ferro duetta con Carmen Consoli nel brano Il conforto, il 17 giugno con Max Pezzali nei brani Ti scatterò una foto, Come mai e Nord sud ovest est, il 18 giugno con Tananai nei brani E fuori è buio e Tango, il 24 giugno con Federico Zampaglione nel brano Per me è importante, il 25 giugno con Roberto Casalino nel brano Destinazione mare e con Jovanotti nei brani Penso positivo e Balla per me, il 28 giugno con Massimo Ranieri nei brani Perdere l'amore e Je so' pazzo, il 1º luglio con Giuliano Sangiorgi nei brani Non me lo so spiegare e Estate, il 4 luglio con Angelina Mango nei brani Indietro e Ci pensiamo domani e l'11 luglio con Paola & Chiara nel brano Vamos a bailar e con Laura Pausini nel brano Non me lo so spiegare.
In seguito all'alluvione dell'Emilia-Romagna del maggio del 2023, l'artista ha devoluto parte dell'incasso (200.000 euro) del concerto di Bologna alle popolazioni colpite.

### Band
- Davide Tagliapietra – chitarre
- Corey Sanchez – chitarre
- Timothy Lefebvre – basso
- Luca Scarpa – pianoforte, tastiera
- Gary Novak – batteria
- Christian Rigano – tastiera, sintetizzatore, Fender Rhodes, organo Hammond

### Scaletta
1. Accetto miracoli
2. Buona (cattiva) sorte
3. La differenza tra me e te
4. Sere nere
5. Hai delle isole negli occhi
6. Il mondo è nostro
7. Ti scatterò una foto
8. Xdono
9. Imbranato
10. Indietro
11. Destinazione mare
12. L'amore è una cosa semplice
13. Ed ero contentissimo
14. E Raffaella è mia
15. Balla per me
16. Il regalo più grande
17. Addio mio amore
18. Alla mia età
19. L'ultima notte al mondo
20. Per dirti ciao!
21. Ti voglio bene
22. La prima festa del papà
23. La vita splendida
24. Stop! Dimentica
25. E fuori è buio
26. Potremmo ritornare
27. Incanto
28. Il conforto
29. La fine
30. Rosso relativo
31. Lo stadio
32. Non me lo so spiegare
33. Il sole esiste per tutti

### Date

#### Tour italiano
- Tra parentesi sono indicate le date originali previste per il 2020 e 2021 e rinviate al 2023 a causa della pandemia di COVID-19.

Giugno
- 7 giugno 2023, Lignano Sabbiadoro (Italia), Stadio Comunale G. Teghil (30/05/20, 6/06/21)
- 11 giugno 2023, Torino (Italia), Stadio Olimpico (11/06/20, 22/06/21)
- 15 giugno 2023, Milano (Italia), Stadio Giuseppe Meazza di San Siro (5/06/20, 15/06/21)
- 17 giugno 2023, Milano (Italia), Stadio Giuseppe Meazza di San Siro (6/06/20, 18/06/21)
- 18 giugno 2023, Milano (Italia), Stadio Giuseppe Meazza di San Siro (8/06/20, 19/06/21)
- 21 giugno 2023, Firenze (Italia), Stadio Artemio Franchi (17/06/20, 9/06/21)
- 24 giugno 2023, Roma (Italia), Stadio Olimpico (15/07/20, 9/07/21)
- 25 giugno 2023, Roma (Italia), Stadio Olimpico (16/07/20, 10/07/21)
- 28 giugno 2023, Napoli (Italia), Stadio Diego Armando Maradona (24/06/20, 26/06/21)

Luglio
- 1º luglio 2023, Bari (Italia), Stadio San Nicola (3/07/20, 29/07/21)
- 4 luglio 2023, Messina (Italia), Stadio San Filippo (27/06/20, 03/07/21)
- 8 luglio 2023, Ancona (Italia), Stadio Del Conero (20/06/20, 6/07/21)
- 11 luglio 2023, Bologna (Italia), Stadio Renato Dall'Ara (7/07/20, 12/06/21, Modena, Stadio Alberto Braglia)
- 14 luglio 2023, Padova (Italia), Stadio Euganeo (14/06/20, 14/07/21)
- 16 luglio 2023, Santa Margherita di Pula (Italia), Forte Arena

#### Date annullate
- 3 luglio 2021, Catania (Italia), Stadio Angelo Massimino - annullata a causa della pandemia di COVID-19.
- 18 luglio 2021, Cagliari (Italia), Fiera di Cagliari (11/07/20) - annullata a causa della pandemia di COVID-19.

#### Tour europeo annullato
Novembre
- 11 novembre 2020, Bruxelles (Belgio), Forest National
- 14 novembre 2020, Zurigo (Svizzera), Samsung Hall
- 30 novembre 2020, Francoforte (Germania), Alte Oper

Dicembre
- 2 dicembre 2020, Londra (Regno Unito), Eventim Apollo
- 5 dicembre 2020, Lussemburgo (Lussemburgo), Rockhal
- 6 dicembre 2020, Parigi (Francia),  Le Trianon
- 8 dicembre 2020, Monaco di Baviera (Germania), Philharmonie
- 11 dicembre 2020, Losanna (Svizzera), Salle Metropole
- 13 dicembre 2020, Barcellona (Spagna), Auditorium Forum
- 14 dicembre 2020, Madrid (Spagna), Palacio Municipal de Congresos